# Dångerska huset
| Dångerska huset på 1930-talet och i maj 2009. |  | Dångerska huset på 1930-talet och i maj 2009. |
| Dångerska huset på 1930-talet och i maj 2009. |  |                                               |

Dångerska huset, även kallad Robert Rinds hus, är en byggnad i kvarteret Castor vid Skeppsbron 24 i Stockholm. Fastigheten är sedan 1956 lagskyddad som "kulturhistoriskt märklig byggnad".

## Historia

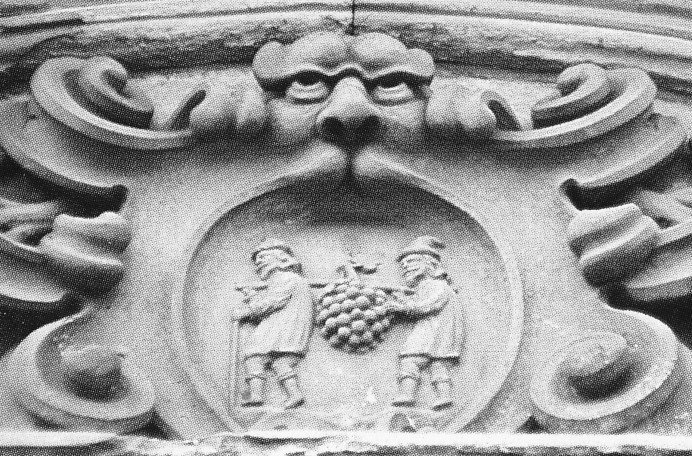
Detalj över porten.

Skeppsbron nr 24 var det första huset som uppfördes vid Skeppsbron. År 1629 började tomtförsäljningen längs den nyanlagda kajen på initiativ av Gustav II Adolf. Här skulle det byggas "stora och sköna hus". Handelsmannen Robert Rind var den förste som fick sitt fastebrev den 6 november 1630 och han lät uppföra huset i enkel renässansstil. Från början hade huset en trappgavel mot gatan, men på 1700-talet byggdes det på och fick nuvarande takform. Byggnaden finns fortfarande kvar i dag och är därmed Skeppsbrons äldsta.
På 1670-talet köpte vinhandlaren Henrik van Santen huset och lät bygga på det samt pryda portportalen med två herrar som bär en jättelik vindruvsklase. Huset ägdes även en tid av den kunglige sekreteraren Dångert, efter vilken byggnaden har fått sitt namn. Vid undersökningar på 1950-talet fann man utmärkta bjälklag och bevarade kalkmålningar, dessa är utförda i vasarenässans och troligen från Robert Rinds tid. År 1956 företogs en ombyggnad under arkitekten Ragnar Hjorth; samma år grundförstärktes fundamenten.
Sedan 2009 visar sig byggnaden med nyrenoverad fasad i enkel elegans. Husets bottenvåning är rusticerad och avfärgad i grå kulör; därpå följer tre våningsplan med fem fönsteraxlar utan några som helst utsmyckningar; fasadkulören går i varmvit. Taket är kopparklätt och utfört som ett säteritak med tre centriskt anordnade takkupor. Huset hyser numera kontor, bostäder och butikslokaler. Byggnaden är kulturhistoriskt skyddad.